# Valbondione
Valbondione (lombardul: Bungiù) település Olaszországban, Lombardia régióban, Bergamo megyében. Lakosainak száma 962 fő (2023. január 1.). Valbondione Gandellino, Gromo, Carona, Piateda, Ponte in Valtellina, Vilminore di Scalve és Teglio községekkel határos.

## Népesség
A település lakossága az elmúlt években az alábbi módon változott:
| Lakosok száma | 1056 | 1051 | 962  |
|               | 2017 | 2018 | 2023 |